# Sali Çekaj

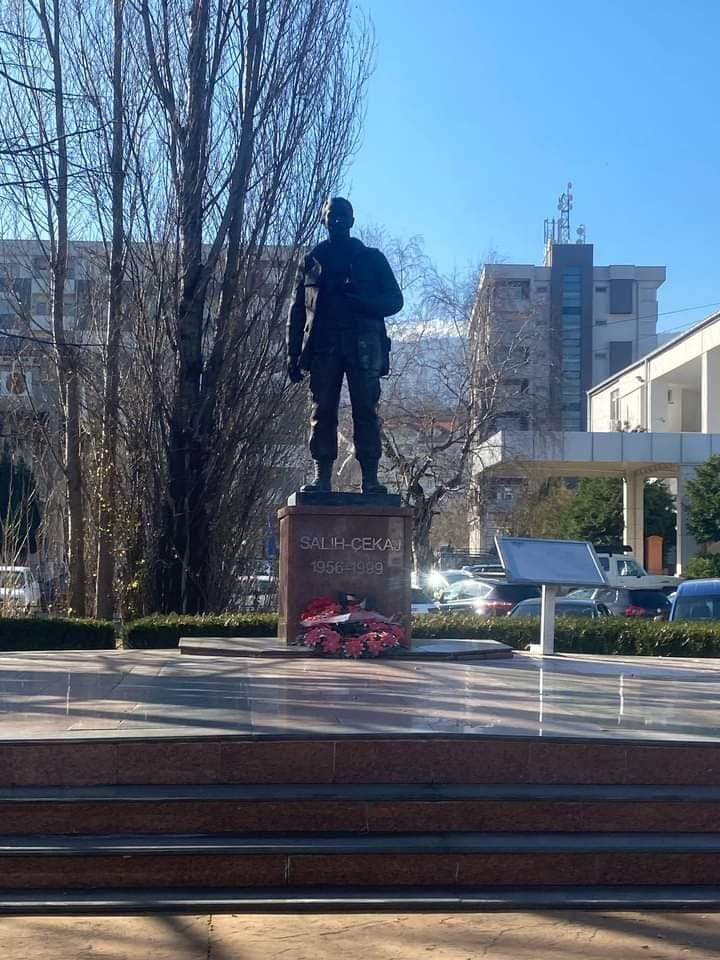
Statue von Sali Çekaj vor dem Rathaus in Deçan

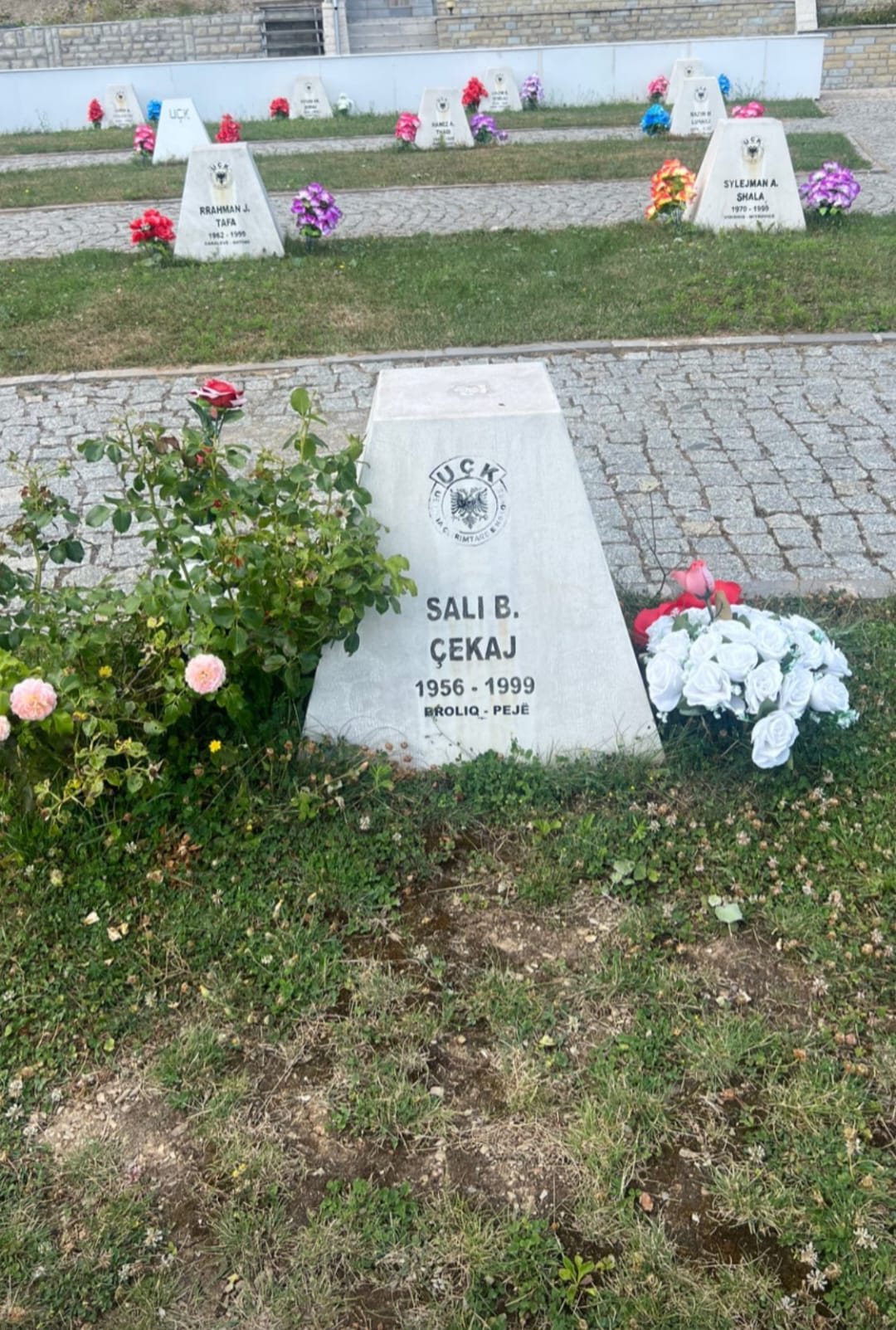
Grabstein von Sali Çekaj im Gedenkkomplex in Košare

Sali Çekaj (serbokroatisch Сали Чекај Sali Čekaj; * 22. Juni 1956 in Brolić, FVR Jugoslawien; † 19. April 1999 in Košare, SFR Jugoslawien, heute Kosovo) war ein kosovo-albanischer Kommandant der Forcat e Armatosura të Republikës së Kosovës (FARK) und der Kosovarischen Befreiungsarmee (UÇK) im Kosovokrieg. Er starb in der Schlacht von Košare während des Kampfes gegen die Jugoslawischen Streitkräfte. Er wurde als Held des Kosovo ausgezeichnet.

## Leben
Sali Çekaj war der erste Kommandant der ersten beiden Militärgruppen, die 1990 und 1991 Militärübungen in Albanien durchführten. Zu diesen Gruppen gehörten auch Adem Jashari und Zahir Pajaziti. Seit 1991 organisierte Sali Çekaj Guerillaangriffe auf serbische Polizeistationen in vielen Dörfern in der Region Dukagjini. Er war auch einer der Hauptkommandanten in der Schlacht von Košare. Er nahm auch an der Schlacht von Lođa und mehreren Schlachten in der Region Metochien während des Kosovokrieges teil.
Sali Çekaj, als Anführer der ersten Guerillamilitärkräfte in der Region Metochien, arbeitete seit 1992 zusammen mit Adem Jashari, dem Anführer der Region Drenica, und Zahir Pajaziti, dem Anführer der Region Llapi, bei Guerillaangriffen auf serbische Polizeistationen. Aufgrund seiner paramilitärischen Aktivitäten hatte er Schwierigkeiten, in Kosovo zu bleiben, und wurde von der serbischen Polizei gesucht. Er war promovierter Jurist, Berufssoldat und der erste Anwalt im Kosovo, der in dieser Zeit die Umsetzung der „Kaçanik-Verfassung“ in den Institutionen des Kosovo begann. Während des Kosovokrieges wurde er wegen seiner Rolle als erster Kommandant der Militärgruppen im Kosovo „Veterani“ (der Veteran) genannt.
2004 wurde ihm posthum die Goldene Medaille der Unabhängigkeit (Medalja e Artë e Pavarësisë) verliehen. 2005 wurde er als Held des Kosovo ausgezeichnet.
2013 wurde seiner und anderer Militärangehöriger ehrenvoll in einer Zeremonie gedacht.